# Akashita

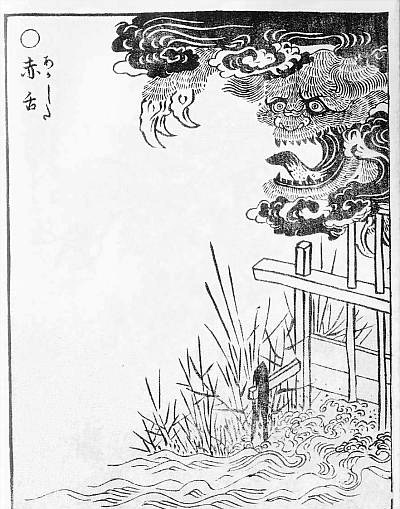
L′akashita come immaginato da Toriyama Sekien

Un Akashita (赤舌? lett. "lingua rossa"), chiamato anche Akaguchi (赤口?, "Gola Rossa") è uno yōkai del folclore giapponese. Esso è stato rappresentato come una bestia con mani artigliate e volto peloso, con la maggior parte del suo corpo nascosto da una nuvola nera. La sua caratteristica più evidente, e da cui prende il nome, è la sua lunga lingua e la bocca rosso brillante.

## Descrizione

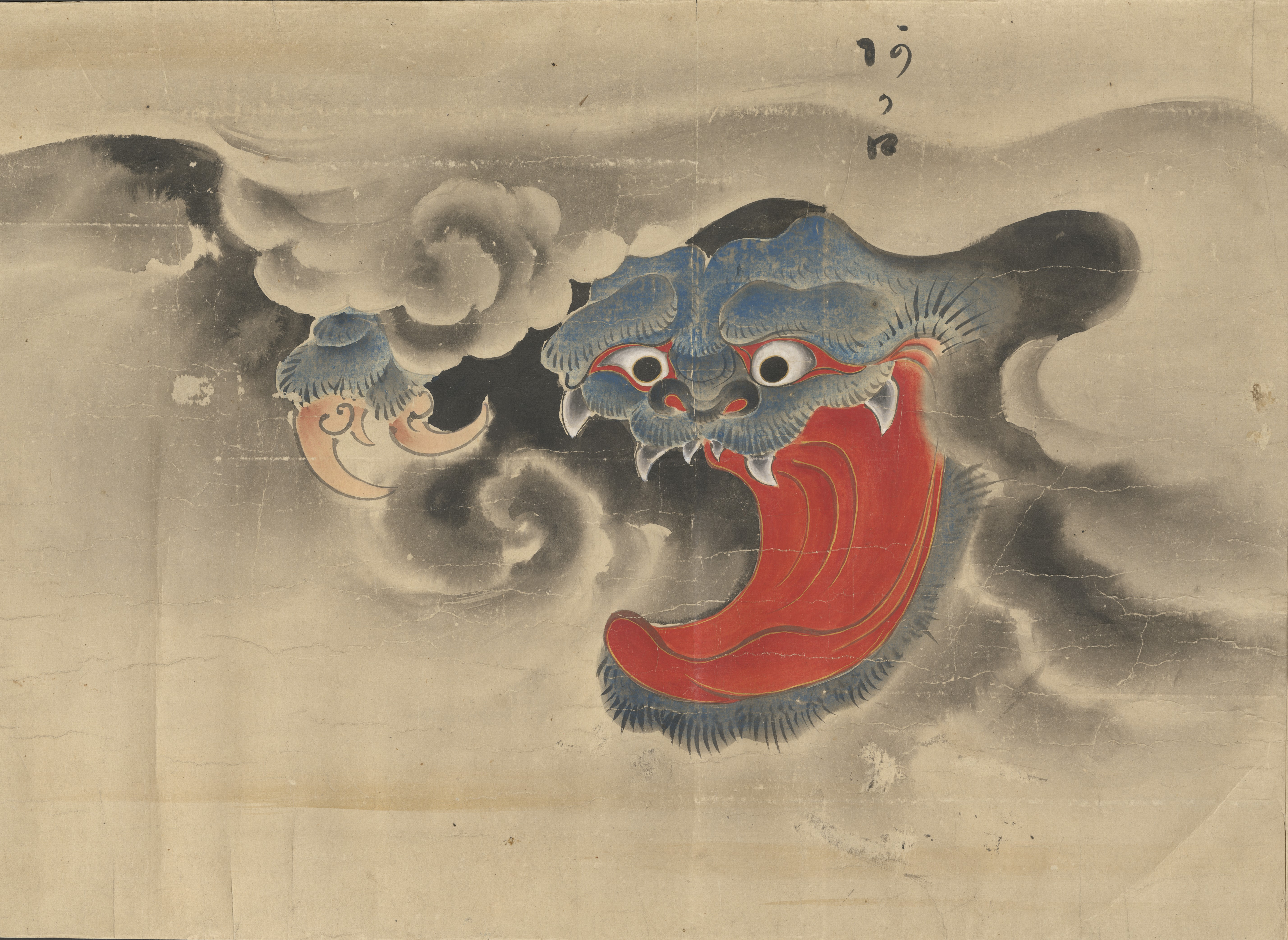
Akaguchi (Akashita), bakemono no e, Brigham Young University

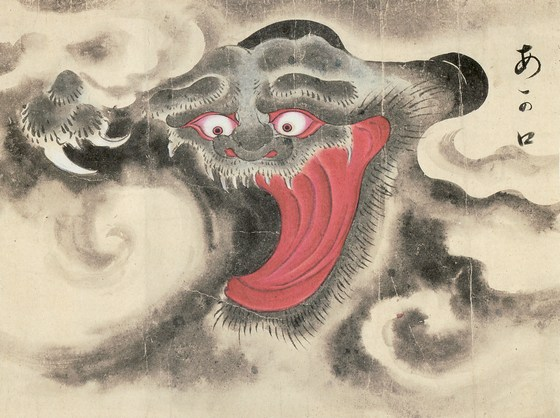
"Akaguchi" (あか口) dallo Hyakkai Zukan di Sawaki Sūshi

Una delle prime illustrazioni può essere trovata nella raccolta Hyakkai zukan (百怪図巻?, Rotolo di immagini dei cento mostri) dell'illustratore e autore Sawaki Sūshi del 1737, dove la creatura è chiamata Akaguchi. La raccolta Gazu hyakki yagyō (画図百鬼夜行? lett. "La parata notturna illustrata dei cento demoni") di Toriyama Sekien del 1776 mostra un akashita sopra una chiusa di irrigazione in un campo di riso. Sekien non allegò all'immagine una nota esplicativa, quindi non è certo se esso fosse una sua creazione originale, ma potrebbe essere correlato allo shakuzetsujin (赤舌神? lett. "dio dalla lingua rossa") che custodisce la porta occidentale di Giove. Esso potrebbe essere legato anche allo shakuzetsunichi (赤舌日?), che indica una giornata di sfortuna nell′Onmyōdō.
Nel e-sugoroku illustrato del periodo Edo "Jukai Sugoroku" (conservato presso la Biblioteca della Dieta nazionale del Giappone) e nell'emakimono "Hyakki Yako Emaki" (di Oda Gosumi, 1832), è raffigurato anche con il nome "akashita", ma in entrambi i casi è raffigurato in uno stile simile al "akaguchi", che sarà descritto più avanti, e in uno stile diverso da quello di Sekien, ma non c'è raffigurazione di una chiusa.
Riguardo alla rappresentazione di una "porta d'acqua" nel dipinto "Gazu hyakki yagyō" di Toriyama Sekien, gli studiosi di yōkai Tada Katsumi e Murakami Kenji hanno avanzato la teoria che si tratti di una sorta di spiegazione pittorica di Sekien. Secondo loro, "aka" (rosso) può essere inteso come "aka" (淦, acqua di sentina, l'acqua che si raccoglie sul fondo delle navi) e "aka" (垢, sporcizia), quindi è una metafora di sporcizia, e "shita" (lingua) può essere inteso come "shita" (下, giù, in questo caso indicando le profondità della propria mente), quindi può essere inteso come il detto popolare: "La lingua (shita) è la porta per le calamità", quindi akashita è un tipo di dio rasetsu, quindi è probabile che l'immagine suggerisca che finché si ha la bocca aperta, non si sarà mai benedetti dalla buona sorte.